# Rom E-Prix 2018
Der Rom E-Prix 2018 (offiziell: 2018 CBMM Niobium Rome E-Prix Presented By Mercedes EQ) fand am 14. April auf dem Circuito cittadino dell’EUR in Rom statt und war das siebte Rennen der FIA-Formel-E-Meisterschaft 2017/18. Es handelte sich um den ersten Rom E-Prix sowie um das erste Saisonrennen in Europa.

## Bericht

### Hintergrund
Nach dem Punta del Este E-Prix führte Jean-Éric Vergne in der Fahrerwertung mit 30 Punkten vor Felix Rosenqvist und mit 33 Punkten vor Sam Bird. In der Teamwertung hatte Techeetah 27 Punkte Vorsprung auf Mahindra Racing und 34 Punkte Vorsprung auf DS Virgin.
Buemi, Lucas di Grassi und Luca Filippi erhielten einen sogenannten FANBOOST, sie durften die Leistung ihres zweiten Fahrzeugs einmal auf bis zu 200 kW erhöhen und so bis zu 100 Kilojoule Energie zusätzlich verwenden. Für Buemi war es der sechste und für di Grassi der vierte FANBOOST in dieser Saison. Für Filippi war es der dritteFANBOOST seiner Karriere, er hatte ihn zuvor bei beiden Rennen des Saisonauftakts in Hongkong erhalten.

### Training
Im ersten freien Training war Nelson Piquet jr. mit einer Rundenzeit von 1:36,134 Minuten Schnellster vor Bird und Mitch Evans. Das Training wurde nach einem Unfall von Alex Lynn drei Minuten vor dem Ende abgebrochen.
Im zweiten freien Training war Rosenqvist mit einer Rundenzeit von 1:35,467 Minuten Schnellster vor Bird und Lucas di Grassi. Auch dieses Training wurde nach einem Unfall von Lynn rund drei Minuten vor dem Ende abgebrochen.

### Qualifying
Das Qualifying begann um 12:00 Uhr und fand in vier Gruppen zu je fünf Fahrern statt, jede Gruppe hatte sechs Minuten Zeit, in der die Piloten maximal eine gezeitete Runde mit einer Leistung 170 kW und anschließend maximal eine gezeitete Runde mit einer Leistung von 200 kW fahren durften. André Lotterer war mit einer Rundenzeit von 1:36,683 Minuten Schnellster. In der vierten Gruppe kam es zu einem kuriosen Zwischenfall, als António Félix da Costa aus der Box fuhr, während José María López gerade auf Höhe der Andretti-Box war. Die Fahrzeuge kollidierten, beide Fahrzeuge wurden dabei so beschädigt, dass die Fahrer nicht am Qualifying teilnehmen konnten.
Die fünf schnellsten Fahrer fuhren anschließend im Superpole genannten Einzelzeitfahren die ersten fünf Positionen aus. Rosenqvist sicherte sich mit einer Rundenzeit von 1:36,311 Minuten die Pole-Position und damit drei Punkte. Die weiteren Positionen belegten Bird, Evans, Lotterer und Buemi.
Jérôme D’Ambrosio wurde um zwei Startplätze nach hinten versetzt, da er zweimal die schwarz-weiß-karierte Flagge gesehen hatte, außerdem erhielt er einen Strafpunkt. Félix da Costa wurde wegen einer unsicheren Freigabe um zehn Startplätze nach hinten versetzt. Da dies von Platz 20 nicht möglich war, erhielt er eine Zehn-Sekunden-Zeitstrafe.

### Rennen
Das Rennen ging über 33 Runden.
Rosenqvist blieb beim Start in Führung vor Bird und Evans. Abt fuhr beim Anbremsen der ersten Kurve auf der Außenseite an di Grassi und Vergne vorbei. In der zweiten Kurve fuhr Lynn auf Vergne auf und beschädigte sich dabei den Frontflügel. Am Ende der ersten Runde führte Rosenqvist vor Bird, Evans, Lotterer, Oliver Turvey, Buemi, Abt, di Grassi, Vergne und Nick Heidfeld.
Die Rennleitung zeigte Lynn die Spiegelei-Flagge, so dass er in der zweiten Runde zur Reparatur an die Box fuhr. Er verlor mehr als 30 Sekunden und fiel ans Ende des Feldes zurück. Das übrige Feld hatte sich weitestgehend sortiert, so dass es kaum zu Platzkämpfen kam. Lediglich Félix da Costa überholte mehrere Gegner und arbeitete sich nach vorne.
Nach etwa zehn Runden zeigte sich, dass Turvey das Tempo der Spitzengruppe nicht mitgehen konnte. In der 14. Runde ging Buemi an ihm vorbei. Félix da Costa, der bei seiner Aufholjagd mehr Energie als seine Konkurrenten verbraucht hatte, wechselte als erster Pilot bereits in Runde 15 sein Fahrzeug.
In der gleichen Runde überschlugen sich die Ereignisse. Zuerst fiel Piquet nach einem Fahrfehler einige Positionen zurück. Buemi griff dann Lotterer an und fuhr dabei auf ihn auf. López überholte Turvey, dabei berührten sich die Fahrzeuge und Turvey kollidierte mit Heidfeld. Der von hinten herannahende Filippi prallte gegen Turveys Auto, Edoardo Mortara fuhr seinerseits auf Filippi auf. Lynn stellte sein Fahrzeug am Streckenrand ab.
Am Ende der Runde wechselten Rosenqvist, Bird, Buemi, Engel, López, Nicolas Prost, Piquet, Mortara, Turvey, Filippi, Tom Blomqvist und Heidfeld ins zweite Fahrzeug. Piquet blieb unmittelbar nach dem Boxenstopp mit einem Problem am Sicherheitsgurt, der sich nicht korrekt festzurren ließ, in der Boxengasse stehen. Er versuchte, den Gurt korrekt anzulegen, verlor dabei jedoch soviel Zeit, dass er das Rennen aufgab.
Eine Runde später wechselten Evans, Lotterer, Abt, di Grassi und Vergne in das zweite Fahrzeug, so dass D’Ambrosio als einziger Pilot noch nicht an der Box war und so die Führung übernahm. Er wurde jedoch von Rosenqvist überholt, bevor er in die Box fuhr. Die Rennleitung rief in dem Moment, wo D’Ambrosio in die Boxengasse fuhr, eine Full-Course-Yellow zur Bergung von Lynns Fahrzeug aus. D’Ambrosio verlor so rund zehn Sekunden weniger beim Fahrzeugwechsel und hatte nun wieder Anschluss an das Mittelfeld, nachdem er vorher auf Platz 19 gelegen hatte. Das Rennen wurde in der 19. Runde wieder freigegeben.
Rosenqvist führte nach den Boxenstopps vor Bird, Buemi, Evans, Lotterer, di Grassi, Abt, Vergne, Maro Engel und Félix da Costa.
In der 21. Runde überholte di Grassi Lotterer, kurz darauf ging Evans an Buemi vorbei. Außerdem überholte D’Ambrosio Félix da Costa und war nun Zehnter. Abt griff Lotterer mehrfach an, der sich jedoch verteidigen konnte. Di Grassi setzte sich von Lotterer ab und schloss schnell auf Buemi auf.
In der 23. Runde stellte Rosenqvist sein Fahrzeug mit einem Aufhängungsschaden hinten links auf Höhe der Ziellinie auf der Strecke ab. Di Grassi griff Buemi an, der sich mit Hilfe seines FANBOOSTs verteidigte. Eine Runde später nutzte di Grassi seinerseits den FANBOOST und überholte Buemi. Am Ende der Runde gab es eine erneute Full-Course-Yellow, um das Fahrzeug von Rosenqvist bergen zu können. In der 25. Runde wurde das Rennen wieder freigegeben.
Lotterer griff Buemi an und überholte ihn in der 26. Runde, Prost überholte gleichzeitig Félix da Costa. Eine Runde später ging D’Ambrosio an Engel vorbei. Buemi hielt die Fahrer hinter sich auf, blockte die Angriffe von Abt jedoch erfolgreich. Vergne nutzte dies und ging an Abt vorbei, beim Angriff auf Buemi verbremste er sich jedoch, so dass Abt erneut vorbeiging.
An der Spitze schmolz der Vorsprung von Bird, Evans und di Grassi waren so in der 29. Runde in Schlagdistanz. Gleichzeitig ging Abt an Buemi vorbei. Bird verteidigte sich gegen die Angriffe von Evans. Di Grassi nutzte dies in der 31. Runde und ging seinerseits an Evans vorbei. Dies nutzte Bird, um sich wieder abzusetzen.
Mortara überholte López, kam dabei aber in einer Kurve weit nach außen und musste abbremsen, um nicht mit der Streckenbegrenzung zu kollidieren. López wurde dadurch überrascht und fuhr auf Mortara auf. Bei dieser Kollision beschädigte sich López die Radaufhängung, er schied aus. Mortara setzte das Rennen mit beschädigtem Heckflügel fort.
Lotterer hatte in der Zwischenzeit auf Evans aufgeschlossen an, der sich jedoch verteidigte, so dass auch Abt aufschloss. In der letzten Runde ging Evans die Energie aus, er wurde langsamer und fiel noch auf den neunten Platz zurück. Di Grassi holte wieder auf Bird auf, kam jedoch nicht mehr in Schlagdistanz.
Bird gewann das Rennen vor di Grassi und Lotterer. Es war der zweite Saisonsieg für Bird, di Grassi und Lotterer erzielten die jeweils zweite Podestplatzierung der Saison. Die restlichen Punkteplatzierungen belegten Abt, Vergne, Buemi, D’Ambrosio, Engel, Evans und Mortara. Der Punkt für die schnellste Rennrunde unter den ersten Zehn ging an Abt.
In der Gesamtwertung blieb Vergne vorne, Bird war nun Zweiter vor Rosenqvist. In der Teamwertung baute Techeetah den Vorsprung aus, DS Virgin lag nun vor Mahindra auf dem zweiten Platz.

## Meldeliste
Alle Teams und Fahrer verwendeten Reifen von Michelin.
| Team                            | Fahrzeug             | Nr. | Fahrer                 |
| ------------------------------- | -------------------- | --- | ---------------------- |
| Renault e.dams                  | Renault Z.E.17       | 08  | Nicolas Prost          |
| Renault e.dams                  | Renault Z.E.17       | 09  | Sébastien Buemi        |
| Audi Sport ABT Schaeffler       | Audi e-tron FE04     | 01  | Lucas di Grassi        |
| Audi Sport ABT Schaeffler       | Audi e-tron FE04     | 66  | Daniel Abt             |
| Mahindra Racing Formula E Team  | Mahindra M4Electro   | 19  | Felix Rosenqvist       |
| Mahindra Racing Formula E Team  | Mahindra M4Electro   | 23  | Nick Heidfeld          |
| DS Virgin Racing Formula E Team | Virgin DSV-03        | 02  | Sam Bird               |
| DS Virgin Racing Formula E Team | Virgin DSV-03        | 36  | Alex Lynn              |
| Techeetah                       | Renault Z.E.17       | 18  | André Lotterer         |
| Techeetah                       | Renault Z.E.17       | 25  | Jean-Éric Vergne       |
| NIO Formula E Team              | NextEV NIO Sport 003 | 16  | Oliver Turvey          |
| NIO Formula E Team              | NextEV NIO Sport 003 | 68  | Luca Filippi           |
| Andretti Formula E              | Andretti ATEC-03     | 27  | Tom Blomqvist          |
| Andretti Formula E              | Andretti ATEC-03     | 28  | António Félix da Costa |
| Dragon Racing                   | PENSKE EV-2          | 06  | José María López       |
| Dragon Racing                   | PENSKE EV-2          | 07  | Jérôme D’Ambrosio      |
| Venturi Formula E Team          | Venturi VM200-FE-03  | 04  | Edoardo Mortara        |
| Venturi Formula E Team          | Venturi VM200-FE-03  | 05  | Maro Engel             |
| Panasonic Jaguar Racing         | Jaguar I-Type II     | 03  | Nelson Piquet jr.      |
| Panasonic Jaguar Racing         | Jaguar I-Type II     | 20  | Mitch Evans            |

## Klassifikationen

### Qualifying
| Pos.                                                                   | Fahrer                 | Team                            | Zeit       | Superpole | Start |
| ---------------------------------------------------------------------- | ---------------------- | ------------------------------- | ---------- | --------- | ----- |
| 01                                                                     | Felix Rosenqvist       | Mahindra Racing Formula E Team  | 1:36,683   | 1:36,311  | 01    |
| 02                                                                     | Sam Bird               | DS Virgin Racing Formula E Team | 1:36,901   | 1:36,987  | 02    |
| 03                                                                     | Mitch Evans            | Panasonic Jaguar Racing         | 1:36,911   | 1:37,199  | 03    |
| 04                                                                     | André Lotterer         | Techeetah                       | 1:36,593   | 1:37,235  | 04    |
| 05                                                                     | Sébastien Buemi        | Renault e.dams                  | 1:36,732   | 1:37,817  | 05    |
| 06                                                                     | Lucas di Grassi        | Audi Sport ABT Schaeffler       | 1:36,973   | –         | 06    |
| 07                                                                     | Oliver Turvey          | NIO Formula E Team              | 1:37,045   | –         | 07    |
| 08                                                                     | Jean-Éric Vergne       | Techeetah                       | 1:37,055   | –         | 08    |
| 09                                                                     | Daniel Abt             | Audi Sport ABT Schaeffler       | 1:37,117   | –         | 09    |
| 10                                                                     | Nick Heidfeld          | Mahindra Racing Formula E Team  | 1:37,365   | –         | 10    |
| 11                                                                     | Alex Lynn              | DS Virgin Racing Formula E Team | 1:37,546   | –         | 11    |
| 12                                                                     | Tom Blomqvist          | Andretti Formula E              | 1:37,561   | –         | 12    |
| 13                                                                     | Nelson Piquet jr.      | Panasonic Jaguar Racing         | 1:38,066   | –         | 13    |
| 14                                                                     | Maro Engel             | Venturi Formula E Team          | 1:38,212   | –         | 14    |
| 15                                                                     | Nicolas Prost          | Renault e.dams                  | 1:38,410   | –         | 15    |
| 16                                                                     | Jérôme D’Ambrosio      | Dragon Racing                   | 1:42,003   | –         | 18    |
| 110-Prozent-Zeit: 1:46,252 min (bezogen auf Bestzeit von 1:36,593 min) |                        |                                 |            |           |       |
| 17                                                                     | Edoardo Mortara        | Venturi Formula E Team          | 1:47,802   | –         | 16    |
| 18                                                                     | Luca Filippi           | NIO Formula E Team              | 2:09,829   | –         | 17    |
| –                                                                      | José María López       | Dragon Racing                   | keine Zeit | –         | 19    |
| –                                                                      | António Félix da Costa | Andretti Formula E              | keine Zeit | –         | 20    |

Anmerkungen
1. ↑  D’Ambrosio wurde um zwei Startplätze nach hinten versetzt, da er zweimal die schwarz-weiß-karierte Flagge gesehen hatte.
2. ↑  Mortara wurde erlaubt zu starten, weil er im freien Training ausreichend schnell gewesen war.
3. ↑  Filippi wurde erlaubt zu starten, weil er im freien Training ausreichend schnell gewesen war.
4. ↑  López wurde erlaubt zu starten, weil er im freien Training ausreichend schnell gewesen war.
5. ↑  Félix da Costa wurde erlaubt zu starten, weil er im freien Training ausreichend schnell gewesen war.
6. ↑  Félix da Costa wurde wegen einer unsicheren Freigabe um zehn Startplätze nach hinten versetzt. Da dies nicht möglich war, erhielt er eine Zehn-Sekunden-Zeitstrafe.

### Rennen
| Pos. | Fahrer                 | Team                            | Runden | Zeit       | Start | Schnellste Runde |
| ---- | ---------------------- | ------------------------------- | ------ | ---------- | ----- | ---------------- |
| 01   | Sam Bird               | DS Virgin Racing Formula E Team | 33     | 58:20,656  | 02    | 1:38,955 (26.)   |
| 02   | Lucas di Grassi        | Audi Sport ABT Schaeffler       | 33     | + 0,970    | 06    | 1:38,503 (26.)   |
| 03   | André Lotterer         | Techeetah                       | 33     | + 9,518    | 04    | 1:38,927 (29.)   |
| 04   | Daniel Abt             | Audi Sport ABT Schaeffler       | 33     | + 10,167   | 09    | 1:37,910 (30.)   |
| 05   | Jean-Éric Vergne       | Techeetah                       | 33     | + 17,444   | 08    | 1:39,974 (20.)   |
| 06   | Sébastien Buemi        | Renault e.dams                  | 33     | + 19,835   | 05    | 1:39,573 (20.)   |
| 07   | Jérôme D’Ambrosio      | Dragon Racing                   | 33     | + 24,379   | 18    | 1:38,521 (25.)   |
| 08   | Maro Engel             | Venturi Formula E Team          | 33     | + 26,350   | 14    | 1:39,633 (25.)   |
| 09   | Mitch Evans            | Panasonic Jaguar Racing         | 33     | + 37,709   | 03    | 1:38,677 (26.)   |
| 10   | Edoardo Mortara        | Venturi Formula E Team          | 33     | + 40,739   | 16    | 1:39,339 (14.)   |
| 11   | António Félix da Costa | Andretti Formula E              | 33     | + 42,680   | 20    | 1:40,042 (32.)   |
| 12   | Oliver Turvey          | NIO Formula E Team              | 33     | + 48,833   | 07    | 1:39,304 (28.)   |
| 13   | Luca Filippi           | NIO Formula E Team              | 33     | + 49,331   | 17    | 1:39,312 (26.)   |
| 14   | Nicolas Prost          | Renault e.dams                  | 33     | + 1:13,880 | 15    | 1:39,485 (21.)   |
| 15   | Tom Blomqvist          | Andretti Formula E              | 33     | + 1:31,832 | 12    | 1:40,191 (28.)   |
| 16   | Nick Heidfeld          | Mahindra Racing Formula E Team  | 33     | + 1:44,774 | 10    | 1:40,363 (29.)   |
| 17   | José María López       | Dragon Racing                   | 29     | DNF        | 19    | 1:39,047 (25.)   |
| —    | Felix Rosenqvist       | Mahindra Racing Formula E Team  | 22     | DNF        | 01    | 1:39,877 (21.)   |
| —    | Nelson Piquet jr.      | Panasonic Jaguar Racing         | 18     | DNF        | 13    | 1:40,140 (18.)   |
| —    | Alex Lynn              | DS Virgin Racing Formula E Team | 15     | DNF        | 11    | 1:40,466 (07.)   |

## Meisterschaftsstände nach dem Rennen
Die ersten zehn des Rennens bekamen 25, 18, 15, 12, 10, 8, 6, 4, 2 bzw. 1 Punkt(e). Zusätzlich gab es drei Punkte für die Pole-Position und einen Punkt für den Fahrer unter den ersten Zehn, der die schnellste Rennrunde erzielt.

### Fahrerwertung
| Pos. | Fahrer            | Team                            | Punkte |
| ---- | ----------------- | ------------------------------- | ------ |
| 01   | Jean-Éric Vergne  | Techeetah                       | 119    |
| 02   | Sam Bird          | DS Virgin Racing Formula E Team | 101    |
| 03   | Felix Rosenqvist  | Mahindra Racing Formula E Team  | 82     |
| 04   | Sébastien Buemi   | Renault e.dams                  | 60     |
| 05   | Daniel Abt        | Audi Sport ABT Schaeffler       | 50     |
| 06   | Nelson Piquet jr. | Panasonic Jaguar Racing         | 45     |
| 07   | Mitch Evans       | Panasonic Jaguar Racing         | 43     |
| 08   | Lucas di Grassi   | Audi Sport ABT Schaeffler       | 39     |
| 09   | André Lotterer    | Techeetah                       | 33     |
| 10   | Oliver Turvey     | NIO Formula E Team              | 32     |
| 11   | Edoardo Mortara   | Venturi Formula E Team          | 29     |

| Pos. | Fahrer                 | Team                            | Punkte |
| ---- | ---------------------- | ------------------------------- | ------ |
| 12   | Nick Heidfeld          | Mahindra Racing Formula E Team  | 21     |
| 13   | Alex Lynn              | DS Virgin Racing Formula E Team | 17     |
| 14   | António Félix da Costa | Andretti Formula E              | 16     |
| 15   | José María López       | Dragon Racing                   | 13     |
| 16   | Jérôme D’Ambrosio      | Dragon Racing                   | 12     |
| 17   | Maro Engel             | Venturi Formula E Team          | 11     |
| 18   | Nicolas Prost          | Renault e.dams                  | 7      |
| 19   | Tom Blomqvist          | Andretti Formula E              | 4      |
| 20   | Luca Filippi           | NIO Formula E Team              | 1      |
| 21   | Kamui Kobayashi        | Andretti Formula E              | 0      |
| 22   | Neel Jani              | Dragon Racing                   | 0      |

### Teamwertung
| Pos. | Team                            | Punkte |
| ---- | ------------------------------- | ------ |
| 01   | Techeetah                       | 152    |
| 02   | DS Virgin Racing Formula E Team | 118    |
| 03   | Mahindra Racing Formula E Team  | 103    |
| 04   | Audi Sport ABT Schaeffler       | 89     |
| 05   | Panasonic Jaguar Racing         | 88     |

| Pos. | Team                   | Punkte |
| ---- | ---------------------- | ------ |
| 06   | Renault e.dams         | 67     |
| 07   | Venturi Formula E Team | 40     |
| 08   | NIO Formula E Team     | 33     |
| 09   | Dragon Racing          | 25     |
| 10   | Andretti Formula E     | 20     |